# 福岡県立美術館
福岡県立美術館（ふくおかけんりつびじゅつかん）は、福岡県福岡市中央区にある県立の美術館。

## 概要
図書館と美術館を併設した福岡県文化会館として、須崎公園の現在の地に1964年（昭和39年）11月3日に開館した。1983年（昭和58年）、福岡県文化会館から福岡県立図書館を分離して全面改装し1985年（昭和60年）11月3日に福岡県立美術館となった。建物の外観は昭和中期のモダンな様式で、 設計は佐藤武夫。（当時の事務所名は佐藤武夫設計事務所（現在の佐藤総合計画）。
青木繁、坂本繁二郎、高島野十郎、川辺御楯などの福岡県にゆかりのある作家の作品を中心に収蔵しており、福岡藩御用絵師であった尾形家の絵画資料、久留米絣や九州古陶磁のコレクシュンも収蔵している。福岡県文化会館時代から泰西名画展、ピカソ展などが催された。

## 交通アクセス
- 福岡市地下鉄空港線天神駅より徒歩10分
- 西鉄天神大牟田線西鉄福岡（天神）駅より徒歩15分
- 西鉄バス福岡市民ホール・福岡市民ホール北口バス停より徒歩3分
- 福岡高速環状線天神北出入口より750m

## 移転計画
福岡県立美術館は福岡市美術館がある大濠公園に隣接する福岡武道館の跡地に移転する予定になっており、福岡武道館は福岡市民体育館（博多区）の敷地内に移転して建て替えられる。